# Синаптик
Синаптик (енгл. Synaptic) је компјутерски програм који представља GTK+ верзију Advanced Packaging Tool програма за Дебијан ГНУ/Линукс систем управљања пакетима. Синаптик се обично користи на системима базираним на  пакетима, али може такође да се користи на системима базираним на RPM пакетима.
Развој Синаптика је финансирала Конектива, која је тражила од Алфреда Коџиме, тадашњег Конективиног запосленог, да напише графичку верзију за apt, настављајући рад који је започет прављењем apt rpm верзије (apt-rpm) и касније је Синаптик почео да се користи у Конективином исталационом процесу. Густаво Нимајер је такође радио на развоју, док је радио за Конективу. Тренутно пројекат одржава Мајкл Вогт.